# Squash-Weltmeisterschaften im Doppel und Mixed 1997
Die 1. Squash-Weltmeisterschaften im Doppel und Mixed (offiziell: WSF World Doubles Squash Championships) der Herren und Damen fanden vom 11. bis 14. Dezember 1997 in Hongkong statt. Im Rahmen der Weltmeisterschaften wurden Konkurrenzen im Herrendoppel, Damendoppel und im Mixed gespielt. Sie wurden vom Hongkonger Verband Hong Kong Squash und dem Weltverband veranstaltet.
Bei den Herren setzten sich Chris Walker und Mark Cairns aus England durch, bei den Damen waren die Neuseeländerinnen Leilani Joyce und Philippa Beams erfolgreich. Die Mixedkonkurrenz gewannen die Australier Liz Irving und Dan Jenson.

## Herrendoppel

### Setzliste
| Nr. | Paarung                  | Erreichte Runde |
| --- | ------------------------ | --------------- |
| 01. | Dan Jenson Craig Rowland | Finale          |
| 02. | Chris Walker Mark Cairns | Sieg            |

## Damendoppel

### Setzliste
| Nr. | Paarung                       | Erreichte Runde |
| --- | ----------------------------- | --------------- |
| 01. | Sarah Fitz-Gerald Carol Iwens | Halbfinale      |
| 02. | Cassie Jackman Sue Wright     | Finale          |

## Mixed

### Setzliste
| Nr. | Paarung                     | Erreichte Runde |
| --- | --------------------------- | --------------- |
| 01. | Cassie Jackman Chris Walker | Finale          |
| 02. | Liz Irving Dan Jenson       | Sieg            |